# Mohora
Mohora község Nógrád vármegyében, a Balassagyarmati járásban.

## Fekvése
Balassagyarmattól mintegy 10 kilométerre délre fekszik.

### Megközelítése

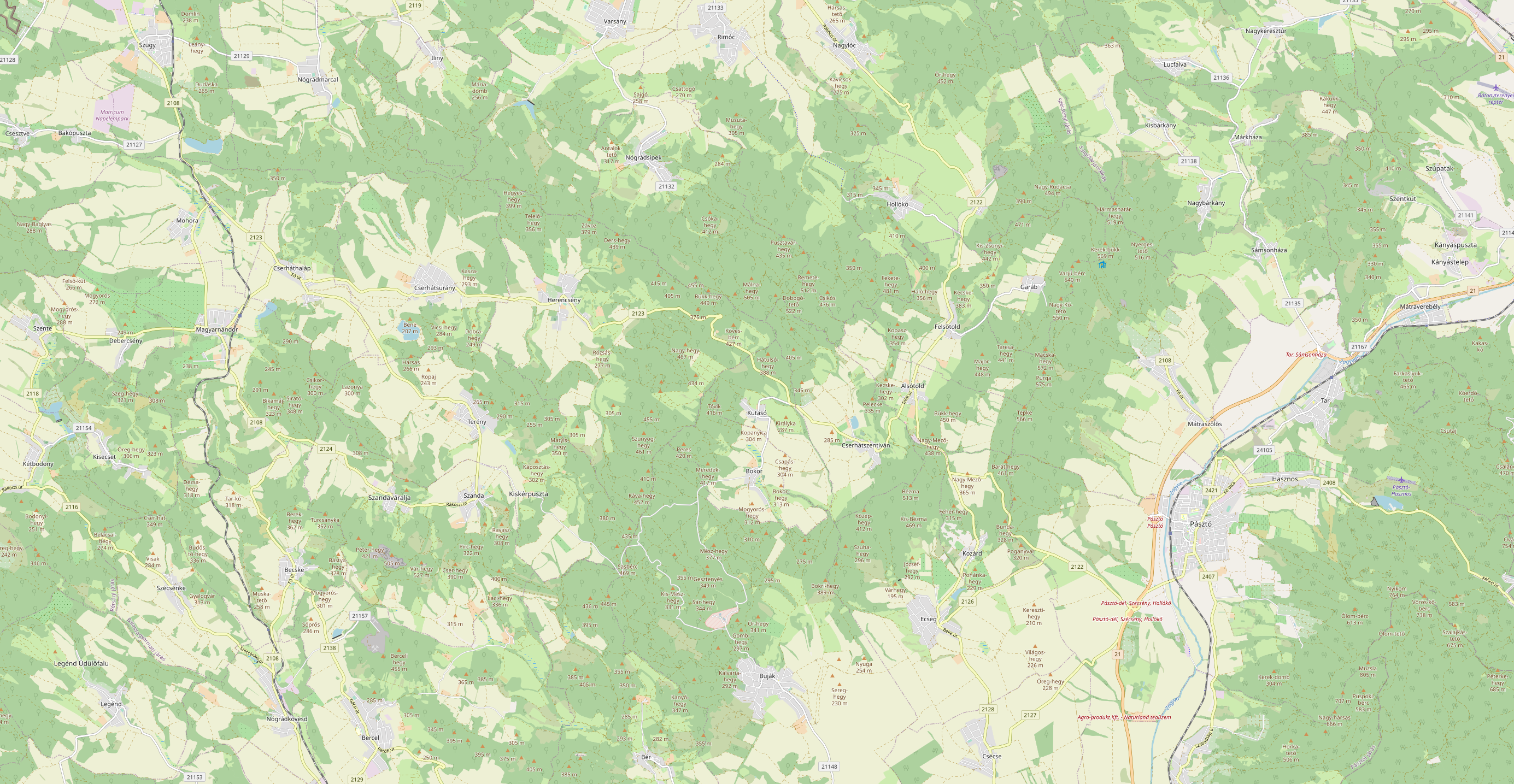
A Cserhát keleti része

Főutcája a 2108-as út, közúton ezen érhető el Aszód és Balassagyarmat irányából is. Keleti szomszédjával, Cserháthaláppal és az attól keletebbre fekvő községekkel a 2123-as út köti össze.
A hazai vasútvonalak közül az Aszód–Balassagyarmat–Ipolytarnóc-vasútvonal érinti, melynek egy megállási pontja van itt. Mohora megállóhely a vonal állomásainak viszonylatában Magyarnándor és Szügy között található; fizikailag a belterület keleti részén helyezkedik el, közúti elérését pedig a 2108-as útból kiágazó 21 329-es számú mellékút teszi lehetővé.

## Címerleírás
A címer: Fő alakja egy szakállas török vitéz, fejét hátrakötött hátul lefelé lengő ezüst(fehér) kendő fedi, homlokát arany abroncs veszi körül.
A Vid család 1414-ben Mohorán lakhatott. Vid, aki Mihály fia volt, Zsigmond király kíséretéhez tartozott. Részére „Vitus filius Michaelis de Mohora” 1418. július 4-én, Strassbourgban címerlevelet adományozott.
Feltételezhető, hogy mivel a címerképet maga Mohorai Vid terjesztette fel Zsigmond királynak, a főalak valamely vitézi tettre vonatkozhat. Mohorai Vid alapítója lett a mohorai Vidffy családnak, utódai róla kezdték magukat Vidffyeknek nevezni.
Vidnek János fia, mint királyi ember már 1425-ben „magistro Johanne filio Wid de Mohara” néven szerepel oklevélben, úgyszintén Mohorai 1433-ban, 1450-ben a királyi udvarnok.
E két Vid elnevezése később zavart okozott megkülönböztetésükben. A két Vid közeli rokonságban lehetett egymással eddig ismeretlen szálon.
Jeli Ferenc: Mohora története 1970-ig című könyv címlapján is látható ez a címer, amely a könyv szerint „Mohorai Vid czímere” 1428-ból.

## Története
A 14. században már önálló egyházzal rendelkező település volt. 1418-ban Luxemburgi Zsigmond király Videt, a Vidfi család ősét erősítette meg Felsőmohora településrész birtokában. A falu Mikszáth-emlékhely is, mert az író felesége, Mauks Ilona az itt birtokos főszolgabíró lánya volt.
Mohora község Balassagyarmattól 10 kilométerre, a Cserhát hegységben, a Feketevíz patak völgyében fekszik. Az Ipoly-térségi őskori kultúrák körében ismert a mohorai őstelep is, tehát az emberiség történetének legrégibb időszakában is emberi közösség élt a mai falu helyén. Erre utalnak az egykori Beniczky-birtokon talált, s a Magyar Nemzeti Múzeumnak ajándékozott mohorai cserép, csont-, szén-, kődarabok mellett a jellegzetes pattintgatott kovapengék. Bronzkori lelet is került innen a Nemzeti Múzeumba: egy igen vékony bronztű. Találtak itt kelta urnákat, illetve római kori pénzt is. Van olyan nézet, hogy a honfoglaló magyarokkal együtt érkező Volga vidéki (esetleg a Kazár Birodalomból származó) izmaeliták alapították[forrás?].
Írásos adatok legkorábban a 13. század végén említik a települést (1286), majd a 14. században „egyházashelyként” a pápai tizedjegyzékekben fordul elő (1332–37). Ezek a dokumentumok Muhuraként, illetve Moharaként nevezik meg a falut. Kizárható, hogy a török hódoltság alatt ott székelő Mohora pasától kapta volna a nevét a község, mivel 1326-os visegrádi okirat tanúskodik „Mohorai Miklós-fia” Makow mesterről, aki Anjou Károly Róbert király apródja volt. Zsigmond magyar király az ellene lázadó országnagyokat, birtokosokat legyőzve bőkezűen jutalmazta híveit 1405–1409 között. Ekkor kapott jelentős birtokrészt Mohorán Kovári Pál nádori ítélőmester, majd a Vidfi család ősei nyertek tőle címerlevelet és birtokokat Felső-Mohora területén. Ez idő tájt Alsó-Mohora a Bak család birtokában volt. A török háborúk Magyarországon korában Mohora többször is leégett, a lakosság elmenekült. Az 1630-as években mint a török hódoltsági terület községe, három ház után volt köteles adót fizetni. A török uralom végén, Buda ostroma (1686) során a falu teljesen elpusztult, egyetlen ház sem maradt épen, de 10 esztendő múlva, a század utolsó éveiben már 5 jobbágyháztartást, 22 zsellért írtak össze Mohorán, s további két évtized múlva, 1715-ben már 16 magyar és hat tót jobbágy háztartást, 22 zsellért írtak össze.
A 18. század derekától a Sréterek, majd az 1770-es évektől a Gáspár, Horváth, Havrothy, Majthényi, Tatay családok voltak jelentősebb birtokosok a faluban. A 19. századi földbirtokosok között Beniczky Sámuel udvari tanácsos, a kétszemélyes tábla bírálja, majd leszármazottja Beniczky Antal voltak az országos vagy a vármegyei politizálás körében közismertek. Beniczky Antal körül működött a híres-hírhedt mohorai-gyarmati titkos „kolompár társaság”, „kolompéria”, amelyben az úri virtus kipróbálása mellett reformkori politizálás is folyt. Beniczky Lajos a vármegye második alispánja lett 1836–38 között.
A 19. század híres „úrilakjai” köréből a Farkas Pál háza, a Mauks-kúria, a Rakovszky és Tolnay-ház, a Schindler-lak, a gróf Vay Gáborné várkastélyszerű udvarháza országos és térségi jelentőségű kultúrtörténeti emlékekkel, különleges műemléki értékeikkel váltak híressé.
A Mauks-házban, a mai patika épületében lakott Mauks Mátyás földbirtokos és főszolgabíró, akinek Mauks Ilona nevű leányát Mikszáth Kálmán regényes házasságkötésük után feleségül vette, majd elvált tőle, hogy két év múlva, most már sikeres „lánykéréssel”, újabb esküvővel (mohorai evangélikus templomban) maga mellé emelje a magyar história, a magyar nyelvű irodalom örök emlékezetébe. A Mauks-ház kertjének két gesztenyefája alatt – az egyik fa emlékező táblával megjelölve ma is áll, – művek születtek és elbeszéléseket olvastak fel. A Mauks-házzal szemben áll a falu kultúrháza, az egykori Tolnay-kúria, amelyben a modern magyar színjátszás egyik legeredetibb egyénisége, a kitűnő színművésznő, Tolnay Klári (született Tolnay Rózsika) élt, gyerekeskedett. Műemléki szempontból talán legjelentősebb, leglátványosabb érték Mohorán a híres Vay–Zichy-kastély, amely a 18. század elejéről származik, de sokak szerint akkor már az évtizedekkel korábban, a török által építtetett, majd elpusztult kastélyt építették újjá. Mindenesetre ez egyike a vidéki magyar kastélyépítkezés legérdekesebb, legkülönösebb példáinak. Félholdat tartó, hagyma alakú tornyai messziről úgy hatnak, mintha turbánokat látnánk. Két saroktorony alatt a szobákban egy-egy bemélyített kő fürdőmedence van, amely szintén azt a hagyományt, hiedelmet erősíti, hogy egy török főúr építtette magának és háremhölgyeinek, ugyanakkor az is elképzelhető, hogy a hagymakupolák, a törökös fürdőmedence kialakítás pusztán a barokk korszak jellemző divatjaként utánozták az oszmán eredetű építészeti motívumokat. Kár, hogy a kastély udvari kapujának építményét, kerítéselemeit nem őrizték meg, mert ez az együttes a kis udvari porta épületével még karakterisztikusabbá tette a műemléket. A község római katolikus temploma 1903-ban épült.
A falu kulturális örökségéhez, jó híréhez kapcsolódik az a folklórhagyomány, népdalkincs, viseletgazdagság, amelyet a Mohorán 1881-ben született Farkas Pál tanár-költő örökített meg a 20. század eleji híres Borovszky-féle megyemonográfiában. A 19. század végének kapitalizálódó földbirtokain élő szegények, cselédek, napszámosok körében igen sok szép népballada, népdal, mese öröklődött nemzedékről nemzedékre. A százéves hagyományt egészen a legutóbbi évekig együtt ápolta Mohora és a közeli Magyarnándor lakossága: a híres-nevezetes Mohora-Magyarnándori Pávakör 1992-ben kiváló és ezüst minősítéseket szerzett az észak-magyarországi, gyöngyösi fesztiválokon a „Palóc lakodalmas” színpadi változatával, és ma is együtt énekelnek a két falu asszonyai, fiataljai. A századforduló Mohorára a dinamikus fejlődés ígéretével köszöntött: itthon és külföldön híressé vált a mohorai bor, a község kőbányája Aszódtól Balassagyarmatig építőanyaggal látta el a városépítőket. Gróf Vay Gáborné, született Zichy Mária földbirtokos gazdaságában 2275 hold földet műveltek. Az 1250 merinói juhból álló tenyészet, a 230-as szarvasmarha-állomány a modern állattenyésztési feltételek megteremtésében úttörő és mintaszerepet játszott a térségben. Működött a kőbánya mellett homokbánya is, a téglaégető üzemben évi 100 000 téglát égettek ki a „falu hasznára” elsősorban. Az 1880-as évektől a Schindler-házban már posta működött, a községet érintő vasútvonal jelentős gazdasági fellendülést ígért a falunak, a térségnek. Ma már kevésbé ismert vasúttörténeti tény, hogy egészen az 1930-as évekig működő iparvágányú kisvasút kötötte össze Mohorát Puszta-Kisbérrel, vagy Kisbér-pusztával, ahol kőszénbányászat folyt.
A 20. század nagy emberi áldozatot követelő világháborúi Mohorát is visszavetették a korábbi dinamikus fejlődésben. Az első világháború hőseinek nevét emlékmű őrzi, s kegyelettel emlékeznek a második világháború áldozataira is. 1946-ban a falu földosztó bizottsága Mikus András elnökletével 2446 hold földterületet osztott szét 520 mohorai cseléd, nincstelen földmunkás, törpebirtokos között. 1949-től a Magyarnándori Államigazdaság mohorai üzemegysége, a Kossuth tsz, majd 1959 után a Mikszáth Kálmán Termelőszövetkezet földterületein megint nagyüzemben művelték a falu 2500 holdnyi határát. A termelőszövetkezet viszonylagos gazdasági sikerei nyomán saját községi vízmű, vízrendszer épült, amely ma már a Vízügyi Igazgatóság felügyeletével működik. 1956 októberében a sok bejáró dolgozó híresztelésére, a balassagyarmati tüntetés hatására már 26-án demonstrációt szerveztek a faluban. Október 29-én Gazdik Mihály elnökletével Forradalmi Bizottság alakult. Október 31-én teherautón a községbe érkező forradalmárokkal együtt a fiatalok megszállták a községházát, az iskolát, és elégették a szovjet-orosz kiadványokat, pártbrossurákat. November 1-jén Mészáros István kapott megbízást helyi nemzetőrség szervezésére.
1957 óta, az akkor 1250 lakosú községben állami gazdasági üzemegység, gépállomás, növényvédő állomás működik. A kilencvenes évekre ezer alá csökken a falu lélekszáma: 1994-ben 958, 1996-ban 977 lakosa volt, s tovább folytatódik a lassú elöregedés folyamata, noha 1995-ben a faluban viszonylag magas az 1–14 éves (174 fő) gyermekkorosztály aránya.

## Közélete

### Polgármesterei
- 1990–1994: Fajcsik József (KDNP)[3]
- 1994–1998: Fajcsik József (KDNP-Fidesz-FKgP)[4]
- 1998–2002: Fajcsik József (KDNP-MDF-MSZP-MP)[5]
- 2002–2006: Fajcsik József (független)[6]
- 2006–2010: Fajcsik József (független)[7]
- 2010–2014: Fridrich Béla (független)[8]
- 2014–2019: Gulyás Géza (független)[9]
- 2019–2024: Gulyás Géza (független)[10]
- 2024– : Gulyás Géza (független)[1]

## Népesség
A település népességének változása:
| Lakosok száma | 942  | 941  | 960  | 943  | 919  | 922  | 923  |
|               | 2013 | 2014 | 2015 | 2021 | 2022 | 2023 | 2024 |

2001-ben a település lakosságának 91%-a magyar, 9%-a cigány nemzetiségűnek vallotta magát.
A 2011-es népszámlálás során a lakosok 92,7%-a magyarnak, 8,8% cigánynak, 0,3% lengyelnek, 1,3% románnak mondta magát (7,1% nem nyilatkozott; a kettős identitások miatt a végösszeg nagyobb lehet 100%-nál). A vallási megoszlás a következő volt: római katolikus 69,9%, református 2,4%, evangélikus 4,7%, felekezeten kívüli 2,9% (18,5% nem nyilatkozott).
2022-ben a lakosság 91%-a vallotta magát magyarnak, 14,8% cigánynak, 0,2% németnek, 0,2% románnak, 0,1-0,1% ukránnak és horvátnak, 0,7% egyéb, nem hazai nemzetiségűnek (7,9% nem nyilatkozott; a kettős identitások miatt a végösszeg nagyobb lehet 100%-nál). Vallásuk szerint 51% volt római katolikus, 4% evangélikus, 1,1% református, 0,1% görög katolikus, 0,7% egyéb keresztény, 1,2% egyéb katolikus, 11,5% felekezeten kívüli (30,4% nem válaszolt).

## Nevezetességei
- Mikszáth-fa (védett vadgesztenyefa)
- Mauks-kúria (korábban gyógyszertár volt, ma otthont ad a Mauks-emlékkiállításnak)
- Evangélikus templom ( Mikszáth Kálmán és Mauks Ilona második házasságkötésének színhelye)
- Zichy–Vay-kastély (magántulajdon, nem látogatható)
- Tolnay Klári Emlékház – a színművésznő Mohorán élt gyerekkorában
- Láp

### Híres mohoraiak
- Dénes Leó (1897–1977) polgármester
- Glózik András (1936) állatorvos
- Kacskovics Károly (1799–1880) császári és királyi törvényszéki ülnök
- Kacskovics Lajos (1806–1891) gazdasági és politikai író, politikus, ügyvéd, az MTA tagja
- Mauks Ilona (1855–1926) Mikszáth Kálmán felesége
- Mauks Mátyás (1825–1876) szolgabíró, ügyvéd, Mikszáth főnöke, apósa
- Pongrátz Emil (1842–1886) császári és királyi kamarás, a pénzügyi közigazgatási bíróság ítélőbírája
- Tolnay Klári (1914–1998) színésznő

## Képgaléria

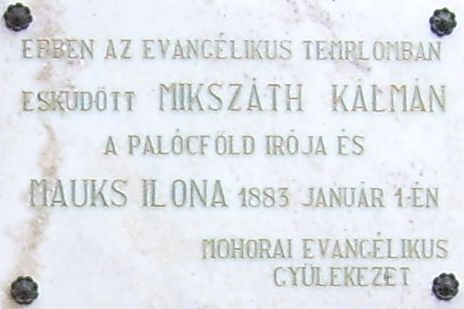
Emléktábla
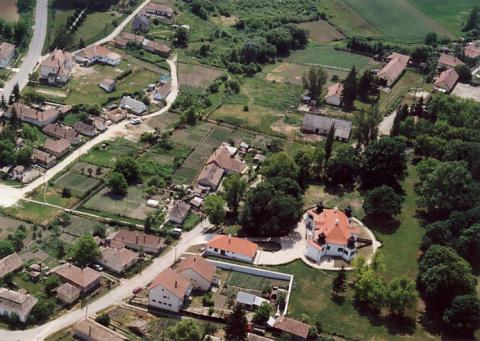
A falu légi felvételen
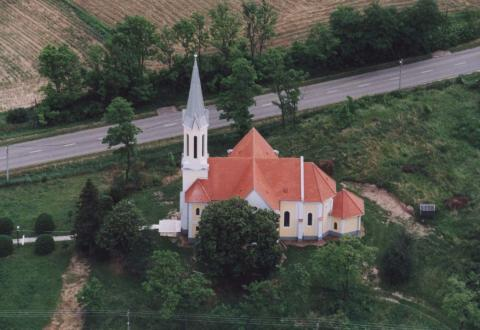
Katolikus templom
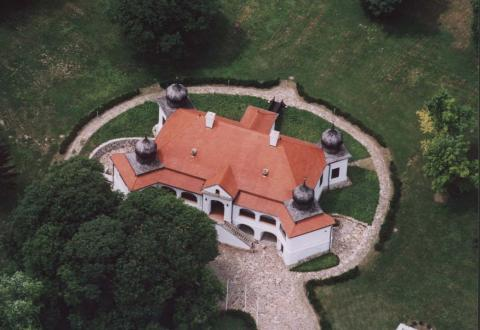
Vay-Zichy kastély
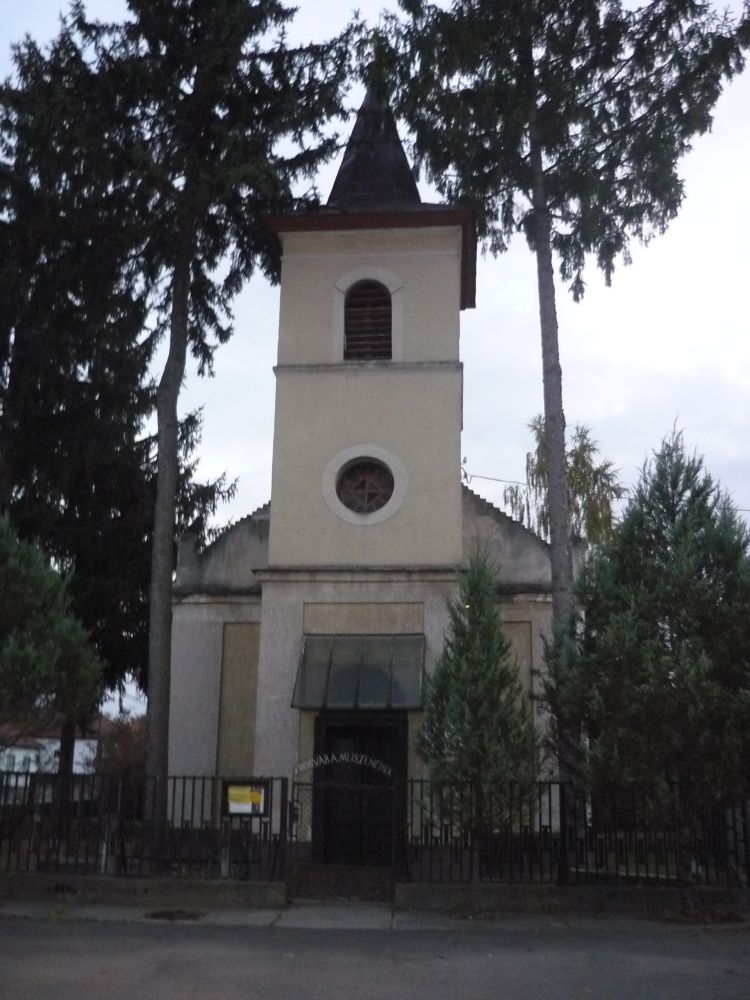
Evangélikus templom
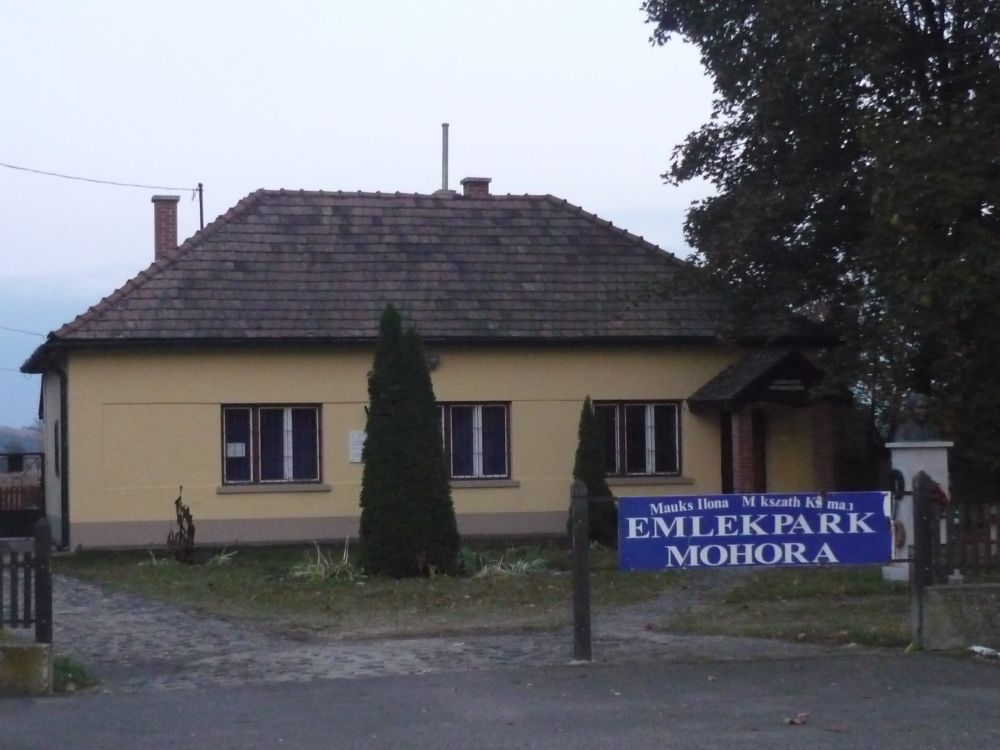
Mikszáth Kálmán Emlékpark
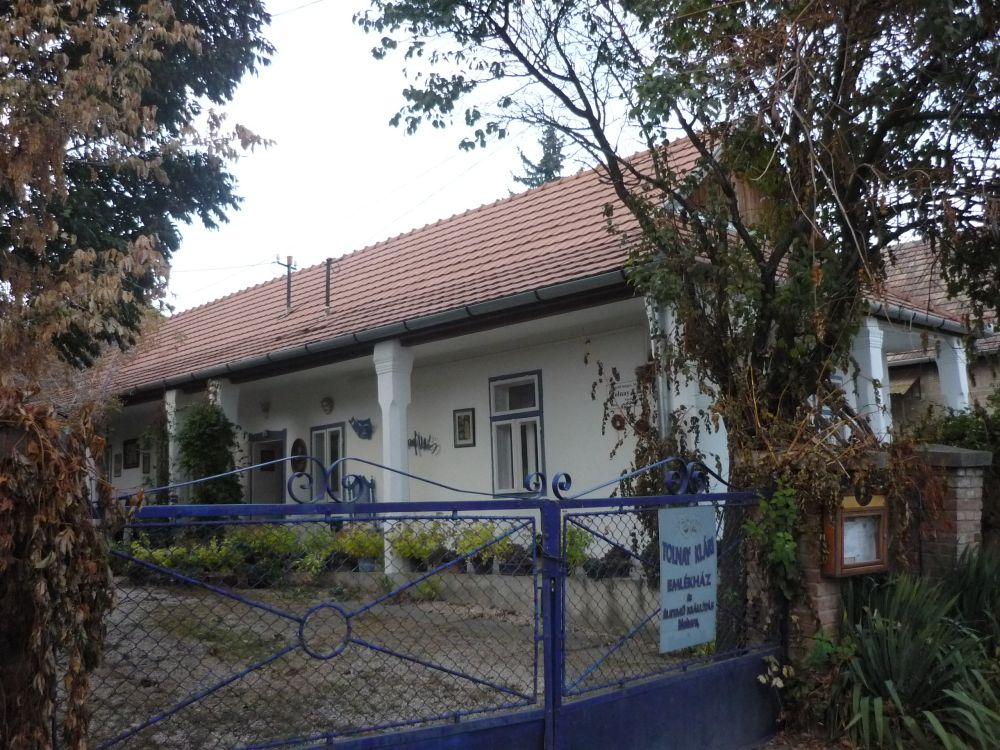
Tolnay Klári Emlékház